# Beyond Skin
Albums de Nitin Sawhney
Displacing the Priest
(1996) Prophesy
(2001)
Beyond Skin est le quatrième album studio de Nitin Sawhney, sorti le 13 septembre 1999.
Le thème principal de l'album est l'arme nucléaire. Dans le livret qui accompagne le disque, Nitin Sawhney explique que l'album suit une chronologie remontant le temps : le premier morceau, Broken Skin, parle de la situation nucléaire entre l'Inde et le Pakistan, tandis que dans le dernier morceau, Beyond Skin, on peut entendre Robert Oppenheimer citant la Bhagavad-Gîtâ : Now I am become Death, the destroyer of worlds (« Maintenant, je suis devenu la mort, le destructeur des mondes »).
Nitin Sawhney déclare également qu'il remet en question ce qui constitue son identité : « Je crois en la philosophie hindoue, je ne suis pas religieux, je suis un pacifiste, je suis un Indien britannique, mon identité et mon histoire sont définies seulement par moi-même, au-delà de la politique, au-delà de la nationalité et de la couleur de peau. » (I believe in Hindu philosophy. I am not religious. I am a pacifist. I am a British Asian. My identity and my history are defined only by myself, beyond politics, beyond nationality and Beyond Skin.)
Jeff Beck a fait une reprise de Nadia sur son album You Had It Coming en 2001.
L'album fait partie des 1001 albums qu'il faut avoir écoutés dans sa vie.

## Liste des morceaux
| No  | Titre                 | Auteur                           | Durée |
| --- | --------------------- | -------------------------------- | ----- |
| 1.  | Broken Skin           | Sanchita Farruque, Nitin Sawhney | 4:05  |
| 2.  | Letting Go            | C. S. Gray, Nitin Sawhney        | 4:49  |
| 3.  | Homelands             | Nina Miranda, Nitin Sawhney      | 6:00  |
| 4.  | The Pilgrim           | Nitin Sawhney, Hussain Yoosuf    | 4:29  |
| 5.  | Tides                 | Nitin Sawhney                    | 5:06  |
| 6.  | Nadia                 | Nitin Sawhney                    | 5:05  |
| 7.  | Immigrant             | Nitin Sawhney                    | 6:21  |
| 8.  | Serpents              | Nitin Sawhney                    | 6:17  |
| 9.  | Anthem Without Nation | Nitin Sawhney                    | 5:48  |
| 10. | Nostalgia             | Nitin Sawhney                    | 3:41  |
| 11. | The Conference        | Nitin Sawhney                    | 2:53  |
| 12. | Beyond Skin           | Nitin Sawhney                    | 3:48  |